# Fußball-Verbandsliga Schleswig-Holstein 2000/01
Die Verbandsliga Schleswig-Holstein wurde zur Saison 2000/01 das 54. Mal ausgetragen und bildete den Unterbau der viertklassigen Oberliga Hamburg/Schleswig-Holstein. Die erstplatzierte Mannschaft stieg direkt auf, während die zweitplatzierte Mannschaft Relegationsspiele gegen den Zweitplatzierten der Verbandsliga Hamburg bestreiten musste (abhängig von den Absteigern aus der Regionalliga Nord). Die Mannschaften auf den drei letzten Plätzen mussten in die Landesliga absteigen.

## Vereine
Im Vergleich zur Saison 1999/2000 veränderte sich die Zusammensetzung der Liga folgendermaßen: Der VfR Neumünster war in die Oberliga Hamburg/Schleswig-Holstein auf-, während der Itzehoer SV wieder aus der Oberliga Hamburg/Schleswig-Holstein abgestiegen war. Die vier Absteiger hatten die Verbandsliga verlassen und wurden durch die vier Aufsteiger Rot-Weiß Moisling (Wiederaufstieg nach 41 Jahren), TSV Altenholz II, MTV Frisia Lindholm und TSV Kropp (alle erstmals in der höchsten Amateurliga Schleswig-Holsteins) ersetzt.
| Verein              | Stadt                 | Kreis                 | Qualifikation                                         |
| ------------------- | --------------------- | --------------------- | ----------------------------------------------------- |
| Itzehoer SV         | Itzehoe               | Steinburg             | Absteiger aus der Oberliga Hamburg/Schleswig-Holstein |
| FC Kilia Kiel       | Kiel                  |                       | 2. Platz 1999/2000                                    |
| Holstein Kiel II    | Kiel                  |                       | 3. Platz 1999/2000                                    |
| Flensburg 08        | Flensburg             |                       | 4. Platz 1999/2000                                    |
| Oldenburger SV      | Oldenburg in Holstein | Ostholstein           | 5. Platz 1999/2000                                    |
| Husumer SV          | Husum                 | Nordfriesland         | 6. Platz 1999/2000                                    |
| TSB Flensburg       | Flensburg             |                       | 7. Platz 1999/2000                                    |
| SV Sereetz          | Ratekau               | Ostholstein           | 8. Platz 1999/2000                                    |
| Eckernförder SV     | Eckernförde           | Rendsburg-Eckernförde | 9. Platz 1999/2000                                    |
| NTSV Strand 08      | Timmendorfer Strand   | Ostholstein           | 10. Platz 1999/2000                                   |
| TSV Lindewitt       | Lindewitt             | Schleswig-Flensburg   | 11. Platz 1999/2000                                   |
| SV Henstedt-Rhen    | Henstedt-Ulzburg      | Segeberg              | 12. Platz 1999/2000                                   |
| TSV Altenholz II    | Altenholz             | Rendsburg-Eckernförde | Aufsteiger aus der Bezirksoberliga Ost                |
| MTV Frisia Lindholm | Risum-Lindholm        | Nordfriesland         | Aufsteiger aus der Bezirksoberliga Nord               |
| TSV Kropp           | Kropp                 | Schleswig-Flensburg   | Aufsteiger aus der Bezirksoberliga Nord               |
| Rot-Weiß Moisling   | Lübeck                |                       | Aufsteiger aus der Bezirksoberliga Süd                |

## Saisonverlauf
Die Meisterschaft und den direkten Aufstieg in die Oberliga Hamburg/Schleswig-Holstein sicherte sich die Husumeer SV. Der Zweitplatzierte Flensburg 08 durfte ebenfalls direkt aufsteigen. Der Drittplatzierte FC Kilia Kiel musste Aufstiegsspiele gegen den Dritten der Verbandsliga Hamburg bestreiten, wo er sich gegen Altona 93 durchsetzen konnte. Die letzten beiden Mannschaften mussten aus der Verbandsliga absteigen: TSV Altenholz II und SV Sereetz hatten ihre Mannschaft während der Saison zurückgezogen und wurden aus der Wertung genommen. Sie verließen die Verbandsliga ein Jahr bzw. zehn Jahren nach ihrem Aufstieg.

### Tabelle
| Pl. | Verein                  | Sp. | S  | U  | N  | Tore    | Diff. | Punkte |
| --- | ----------------------- | --- | -- | -- | -- | ------- | ----- | ------ |
| 1.  | Husumer SV              | 26  | 19 | 5  | 2  | 071:230 | +48   | 62     |
| 2.  | Flensburg 08            | 26  | 17 | 7  | 2  | 077:320 | +45   | 58     |
| 3.  | FC Kilia Kiel           | 26  | 17 | 5  | 4  | 073:390 | +34   | 56     |
| 4.  | Holstein Kiel II        | 26  | 14 | 5  | 7  | 061:300 | +31   | 47     |
| 5.  | Itzehoer SV (A)         | 26  | 12 | 6  | 8  | 058:370 | +21   | 42     |
| 6.  | TSB Flensburg           | 26  | 11 | 7  | 8  | 056:500 | +6    | 40     |
| 7.  | Oldenburger SV          | 26  | 8  | 8  | 10 | 038:480 | −10   | 32     |
| 8.  | Rot-Weiß Moisling (N)   | 26  | 9  | 2  | 15 | 039:580 | −19   | 29     |
| 9.  | Eckernförder SV         | 26  | 8  | 5  | 13 | 039:630 | −24   | 29     |
| 10. | SV Henstedt-Rhen        | 26  | 6  | 10 | 10 | 034:450 | −11   | 28     |
| 11. | NTSV Strand 08          | 26  | 8  | 3  | 15 | 040:630 | −23   | 27     |
| 12. | MTV Frisia Lindholm (N) | 26  | 7  | 4  | 15 | 038:780 | −40   | 25     |
| 13. | TSV Lindewitt           | 26  | 5  | 4  | 17 | 024:500 | −26   | 19     |
| 14. | TSV Kropp (N)           | 26  | 3  | 5  | 18 | 025:570 | −32   | 14     |
| 15. | TSV Altenholz II (N)    | 0   | 0  | 0  | 0  | 000:000 | ±0    | 0      |
| 16. | SV Sereetz              | 0   | 0  | 0  | 0  | 000:000 | ±0    | 0      |

| (M) | Staffelsieger der Verbandsliga Schleswig-Holstein 1999/2000     |
| (A) | Absteiger aus der Oberliga Hamburg/Schleswig-Holstein 1999/2000 |
| (N) | Aufsteiger aus der Bezirksoberliga 1999/2000                    |